# Subiaco Oval
Het Subiaco Oval was een multifunctioneel stadion in Perth, een stad in Australië. Het stadion heette eerder het Patersons Stadium (tussen 2011 en 2014) en Domain Stadium (tussen 2015 en 2017). Bij de opening stond het stadion bekend als Mueller Park.
Het stadion werd vooral gebruikt voor Australian football-, rugby- en voetbalwedstrijden, de clubs West Coast Eagles en Fremantle Dockers maakten gebruik van dit stadion. In het stadion was plaats voor 43.000 toeschouwers. 
De laatste wedstrijden vonden plaats in 2017, daarna werd het stadion gesloten. Het is afgebroken in 2019. Op het terrein staat nu een school, namelijk het Bob Hawke College.